# Чернев, Егор Владимирович
Егор Владимирович Чернев (укр. Єгор Володимирович Чернєв; род. 5 февраля 1985 года, Бердянск, Запорожская область) — украинский политик, народный депутат Украины IX созыва, заместитель председателя Комитета Верховной Рады Украины по вопросам национальной безопасности, обороны и разведки, глава Постоянной делегации Украины в Парламентской Ассамблее НАТО, заместитель главы Консультативного совета по вопросам обеспечения прав и свобод защитников Украины.

## Биография
Егор Чернев родился 5 февраля 1985 года в Бердянске.

### Образование
В 2018 году получил степень магистра публичной политики и государственного управления King’s Business School, Королевского колледжа в Лондоне (Великобритания).
В 2008 году получил степень магистра по специальности «экономика предприятий» Киевского национального экономического университета имени Вадима Гетьмана.

### Предпринимательская деятельность
В 2007 году Егор Чернев был назначен на должность генерального директора компании New Media Projects, работавшей на рынке телекоммуникаций и ИТ. Продолжая ещё год ею управлять, в 2012 году стал генеральным директором компании Starlight Digital Sales.
В 2013 году покинул обе компании и основал стартап Wanna по сбору и анализу данных из соцсетей.

## Общественно-политическая деятельность

### Военная служба
В 2014 году с началом вооружённого конфликта в Донбассе вступил добровольцем в Национальную гвардию Украины, участвовал в боевых действиях.

### Общественная деятельность
Подготовил ряд предложений для правительства по стимулированию инноваций и развитию индустрии 4.0, которые вошли в программный правительственный документ «Концепция развития цифровой экономики и общества Украины на 2018—2020 годы».
В сентябре 2018 года основал общественную организацию «ИННОВАЦИОННАЯ НАЦИЯ».

### Политическая деятельность
На парламентских выборах 2019 года был избран народным депутатом от партии «Слуга народа». Беспартийный.
Заместитель председателя Комитета Верховной Рады Украины по вопросам цифровой трансформации, председатель подкомитета цифровой экономики, инновационного развития и электронного бизнеса (август 2019 - октябрь 2022).
С октября 2022 года занимает должность Заместителя председателя Комитета Верховной Рады Украины по вопросам национальной безопасности, обороны и разведки.
Глава Постоянной делегации Украины в Парламентской Ассамблее НАТО.
12 декабря 2019 года вошёл в состав межфракционного объединения «Гуманная страна», созданного по инициативе UAnimals для популяризации гуманистических ценностей и защиты животных от жестокости.
Возглавлял межфракционное объединение «Освободить Маркива».
Заместитель главы группы дружбы с Итальянской Республикой.

## В Верховной Раде Украины IX созыва

### Политические инициативы

#### Освобождение Виталия Маркива

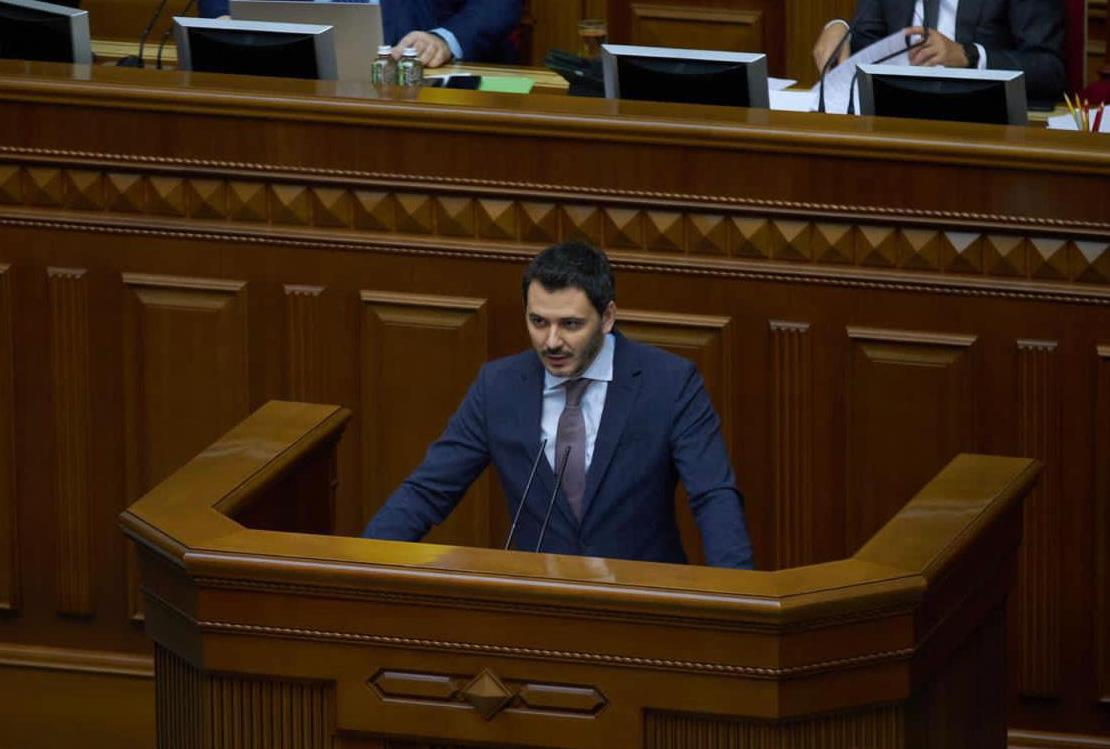

В октябре 2019 года Егор Чернев был главой межфракционного объединения «Освободить Маркива», в которое вошли 37 народных депутатов почти из всех фракций, кроме ОПЗЖ. Целью объединения стало освобождение и возвращение на Украину украинского нацигвардейца Виталия Маркива, который был приговорен в Италии к 24 годам лишения свободы по обвинению в гибели во время минометного обстрела под Славянском в 2014 году итальянского журналиста А.Рокелли.
Чернев был инициатором постановления № 2717 «О Заявлении Верховной Рады Украины в связи с уголовным преследованием старшего сержанта Национальной гвардии Украины Виталия Маркива в Итальянской Республике». Постановление об обращении Верховной Рады Украины к высшему руководству Итальянской Республики для обеспечения прозрачности, объективности и беспристрастности апелляционного производства в отношении Маркива. За проголосовали 323 депутата.
В ноябре 2020 года Миланский апелляционный суд оправдал украинского нацгвардейца Виталия Маркива.
По обращению Чернева к Президенту Украины Владимиру Зеленскому Виталий Маркив был награждён орденом «За мужество» III степени.

#### Против создания консультативного совета с ОРДЛО
В марте 2020 года Егор выступил против создания консультативного совета в Трехсторонней контактной группе с участием представителей ОРДЛО. Заявление поддержали 30 нардепов. По мнению подписантов, все переговоры по Донбассу должны вестись исключительно с Россией и её представителями, а «легитимность представителей так называемых ОРДЛО может быть признана только если они назначены законными представителями Украины».

#### Увольнение Сивохо
В марте 2020 года Чернев инициировал сбор подписей под обращением к секретарю СНБО Алексею Данилову с просьбой уволить его советника Сергея Сивохо. Из-за того что Сивохо на собственной презентации «Национальной платформы примирения и единства» в Донбассе говорил о внутреннем конфликте, а не о войне против России.
30 марта Сивохо был уволен.

#### Исключение Фокина из состава ТКГ
Чернев требовал вывести бывшего премьер-министра Украины Витольда Фокина из состава украинской делегации в Трехсторонней контактной группе по урегулированию ситуации в Донбассе. На заседании комитета по вопросам организации государственной власти, местного самоуправления, регионального развития и градостроительства Фокин заявил, что не видит подтверждения того, что в Донбассе идет война между Россией и Украиной. Чернев спросил Фокина, сколько раз тот был в зоне АТО/ООС за шесть лет войны, чтобы попытаться увидеть национальные интересы государства, которое он представляет. Ответа не получил.
30 сентября 2020 года Президент Украины Владимир Зеленский подписал указ об увольнении Фокина.

#### Исключение Дубинского из фракции «Слуга Народа»
В январе 2021 года Чернев был первым депутатом из фракции «Слуга Народа», который публично выступил за исключение Александра Дубинского из фракции после того, как Министерство финансов США ввело санкции к нему из-за вмешательства в выборы США. По мнению Егора, Украина не может игнорировать такой сигнал США, поскольку поддержка национальной безопасности Украины стратегическим партнером важнее внутрифракционных интересов.
1 февраля 2021 года Дубинского исключили из фракции «Слуга Народа».

## Законодательные инициативы

### Закон о банках
Егор Чернев был первым из депутатов фракции «Слуга Народа», кто выразил публичную позицию против попытки Игоря Коломойского вернуть ПриватБанк. Егор требовал поддержать законопроект о банках № 3260, который делал невозможным отмену решения НБУ о национализации/ликвидации банков и возврате компенсации из государственного бюджета их предыдущим владельцам. Законопроект оставался последним условием для продолжения сотрудничества с МВФ.
В мае 2020 года законопроект был поддержан 270 депутатами.

### Создание ДіяCity
Чернев является основным автором законопроекта о создании специального режима для IT-отрасли ДіяCity (№ 4303-д). Резиденты ДіяCity получат особый правовой статус, специальное налогообложение и либерализованные трудовые отношения. Благодаря ДіяCity прогнозируется рост числа рабочих мест от 200 тысяч до 450 тысяч, рост объёма IT-отрасли Украины до 16,5 млрд долларов до 2025 года.

### Законопроект о коллаборационизме
Чернев выступил основным автором законопроекта о коллаборационизме № 5143, № 5144. Законопроект предусматривает наказание за публичное отрицание российской агрессии, работу в органах власти Народных республик Донбасса и участие в военизированных формированиях этих республик и т. н."страны-агрессора". Законопроект был разработан совместно с Рухом Ветеранов Украины, Нацкорпусом, Азовом, Информнапалмом.

## Другое
7 декабря 2020 года Егор Чернев внесен в списки специальных экономических санкций России.